# 郭铸典
郭铸典（1921年12月—2017年8月4日），山东省冠县人，中华人民共和国政治人物。

## 生平
1940年8月，加入中国共产党。曾任乡政府指导员、村党支部书记，冠县二区区委工作，冠县公安局侦察指导员、保卫队队长、股长。1947年6月随刘邓大军南下，后任安徽省金寨县李集区区长、区委副书记、武工队政治委员。1948年10月任河南省商城县政府办公室主任、党支部书记。
1949年，任湖北省军区保卫部侦察队长，后任侦察科副科长，湖北省军区政治部直工部保卫科长。1952年，任广东省粤西行署公安局科长，开平县公安局局长、县委常委，广东省公安厅科长、处长，广东省公安厅党委委员。1954年，在北京中央公安学院学习。1978年10月，出任省人民检察院副检察长，广东省纪律检察委员会委员。1986年1月离休。
2017年8月4日逝世，享年96岁。